# 旅神星
旅神星（144 Vibilia）是第144颗被人类发现的小行星，于1875年6月3日发现。旅神星的直径为141.8千米，质量为3.0×1018千克，公转周期为1579.562天。
旅神星以羅馬神話的旅行女神維比利亞命名。